# Budorcas tibetana
Budorcas tibetana is een zoogdier uit de familie van de holhoornigen (Bovidae). De wetenschappelijke naam van de soort werd voor het eerst geldig gepubliceerd door Henri Milne-Edwards in 1874. De soort wordt in het Engels de "Chinese takin" genoemd.

## Taxonomie
De soort is in 2022 afgesplitst van de takin (Budorcas taxicolor) op basis van genetische en morfologische verschillen.

### Ondersoorten
- Sichuantakin (Budorcas tibetana tibetana)
- Gouden takin (Budorcas tibetana bedfordi)

## Voorkomen
De soort komt alleen voor in China, in Sichuan, Gansu en het Qinlinggebergte.